# Bagnum
Bagnùn (en genovés bagnan) es el nombre que recibe una sopa de pescado, principalmente a base de anchoas, que tiene su origen en la zona de Sestri Levante, en la provincia de Génova, en el siglo XIX.

## Preparación
Es un plato típico de los ambientes costeros de Liguria y originalmente se cocinaba cuando hacía buen tiempo, a bordo de los leudi con los que viajaban los marineros ligures para comerciar en Córcega, utilizando una sencilla estufa de carbón. Con el tiempo ha conservado su sencillez original: todavía hoy se prepara con anchoas muy frescas, cebolla, tomates pelados, aceite de oliva virgen extra y galletas marineras o pan tostado.

## Historia
Antiguamente el bagnun se comía casi sólo en verano, pero con el paso de los años la pesca de anchoa también se ha extendido a otras estaciones y hoy en día se puede preparar casi todo el año. Desde 1960 en Riva Trigoso, pedanía de la ciudad de Sestri Levante, durante los días viernes, sábado y domingo de la tercera semana de julio, tiene lugar el Festival Bagnun, ocasión en la que el Bagnun es preparado por voluntarios elegido entre la población local y distribuido gratuitamente el sábado por la noche. El plato también está presente entre las comidas que se ofrecen a lo largo del año en numerosos lugares públicos de las mismas localidades.

## Reconocimientos
- El bagnùn d'anchovies fue reconocido en 2015 como Producto agroalimentario tradicional (PAT).[3]